# Estipouy
Estipouy är en kommun i departementet Gers i regionen Occitanien i sydvästra Frankrike. Kommunen ligger i kantonen Montesquiou som tillhör arrondissementet Mirande. År 2022 hade Estipouy 206 invånare.

## Befolkningsutveckling
Antalet invånare i kommunen Estipouy
Referens:INSEE